# Cesare Benedetti

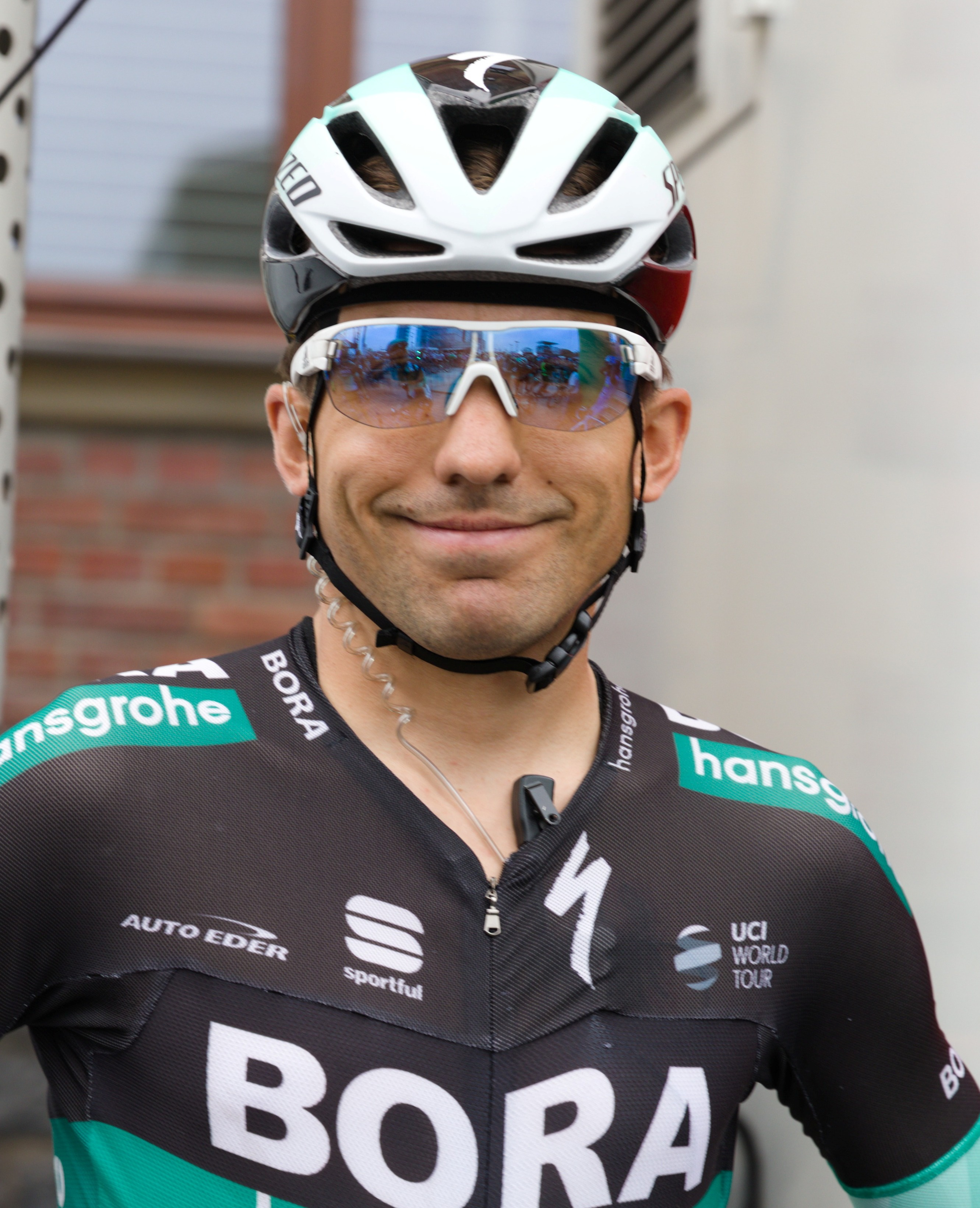
Cesare Benedetti (2018)

Cesare Benedetti (* 3. August 1987 in Rovereto) ist ein ehemaliger italienisch-polnischer Radrennfahrer. Er galt als zuverlässiger Helfer.

## Biografie
Nachdem Benedetti 2009 drei Tage das U23-Etappenrennen Giro Ciclistico d’Italia anführte und auf Rang sechs abgeschlossen hatte, fuhr er zum Jahresende als Stagiaire bei UCI ProTeam Liquigas. 
Im Jahr 2010 erhielt er einen Profi-Vertrag beim deutschen Continental Team NetApp und blieb bis zu seinem Karriereende bei dieser Mannschaft, welche in der Folge eine Lizenz als Professional Continental Team und später als UCI WorldTeam erhielt. Beim Giro d’Italia 2012 bestritt er seine erste Grand Tour, die er auf dem 107. Platz beendete. Zuvor gewann er mit seinen Teamkollegen das Mannschaftszeitfahren der Settimana Internazionale Coppi e Bartali und führte für zwei Tage die Gesamtwertung an. Im Jahr 2013 heiratete Bendetti die Polin Dorota Gregorowicz, die ebenfalls Radrennfahrerin war.
Nachdem sein Vertrag bei seiner Mannschaft, die mittlerweile Bora hieß, am Ende des Saison 2015 nicht verlängert werden sollte, überzeugte er die Teamleitung unter anderem durch seinen 14. Platz beim Giro di Lombardia. Benedetti gewann die Bergwertung von Tirreno–Adriatico 2016 und wurde in derselben Saison erstmals für die Tour de France nominiert, die er auf dem 128. Gesamtrang beendete. Im Jahr 2018 wurde er Gesamtdritter bei der Slowakei-Rundfahrt, einem Etappenrennen der ersten Kategorie. Seinen ersten und einzigen internationalen Sieg als Elitefahrer feierte er beim Giro d’Italia 2019 als er die 12. Etappe im Sprint einer fünfköpfigen Spitzengruppe vor Damiano Caruso und Eddie Dunbar für sich entschied.
Im April 2021 erwarb Benedetti die polnische Staatsbürgerschaft und fuhr Rennen seitdem mit polnischer Lizenz. Im Jahr 2022 verhalf er Jai Hindley zu dessen Gesamtsieg beim Giro d’Italia, der zugleich der erste Grand Tour-Erfolg der 2010 gegründeten Bora-hansgrohe Mannschaft war. Sein letztes Rennen als Rad-Profi bestritt er bei der Polen-Rundfahrt 2024, ehe er in die sportliche Leitung seiner Mannschaft wechselte, die zwischenzeitlich unter dem Namen Red Bull–Bora–Hansgrohe an den Start ging. Sein Fokus liegt dabei auf dem Rookie Programm des Teams.

## Erfolge
2012
- Mannschaftszeitfahren Settimana Internazionale

2015
- Mannschaftszeitfahren Giro del Trentino

2016
- Bergwertung Tirreno-Adriatico

2019
- eine Etappe Giro d’Italia

## Grand-Tour-Platzierungen
| Grand Tour            | 2012 | 2013 | 2014 | 2015 | 2016 | 2017 | 2018 | 2019 | 2020 | 2021 | 2022 | 2023 | 2024 |
| --------------------- | ---- | ---- | ---- | ---- | ---- | ---- | ---- | ---- | ---- | ---- | ---- | ---- | ---- |
| Giro d’ItaliaGiro     | 107  | –    | –    | –    | –    | 115  | 108  | 74   | 94   | 103  | 120  | 102  | –    |
| Tour de FranceTour    | –    | –    | –    | –    | 128  | –    | –    | –    | –    | –    | –    | –    | –    |
| Vuelta a EspañaVuelta | –    | –    | –    | –    | 93   | DNF  | –    | –    | –    | 107  | –    | –    | –    |